# 岐阜陸軍航空整備学校

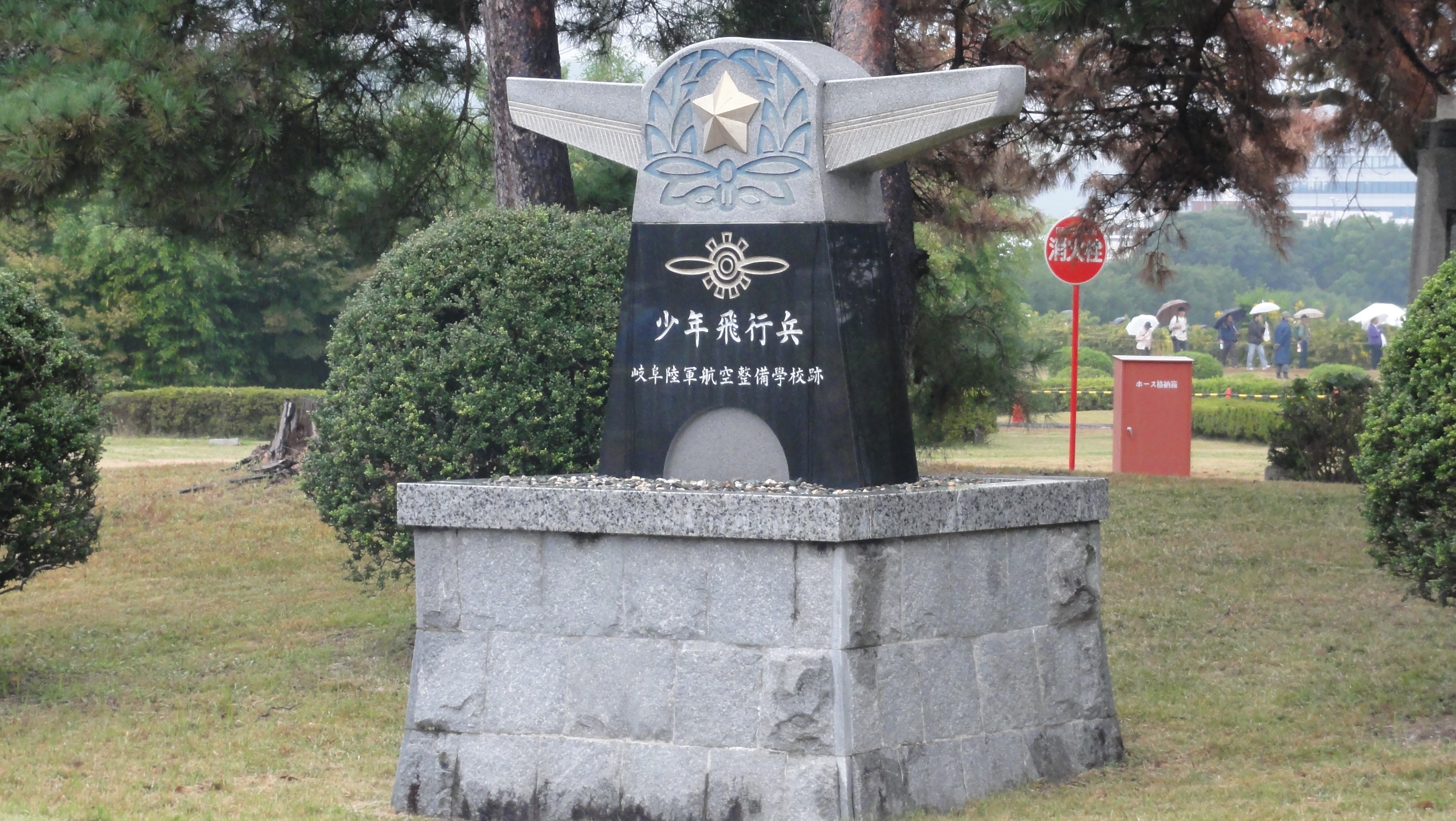
航空自衛隊岐阜基地の少年飛行兵の碑

岐阜陸軍航空整備学校（ぎふりくぐんこうくうせいびがっこう）は、日本陸軍の軍学校のひとつである。主として少年飛行兵となる生徒に対し、航空兵器の整備に関する教育を行った。1943年（昭和18年）4月に開設され、学校本部および本校は岐阜県稲葉郡（現在の各務原市東部）に置かれたほか、奈良県奈良市に同校の奈良教育隊があった。
1945年（昭和20年）2月、岐阜陸軍航空整備学校は第4航空教育団に改編され、同年8月太平洋戦争（大東亜戦争）の終戦により第4航空教育団は廃止となった。ここでは第4航空教育団についても述べる。

## 沿革

### 設立までの経緯
陸軍における航空兵器の整備は、初期には飛行部隊内の材料廠で教育が行われ、1919年（大正8年）埼玉県入間郡に陸軍航空学校（のちの所沢陸軍飛行学校）が設立されると同校が教育と研究等を担当した。飛行機等の整備には高度な技能を必要とするため、陸軍では教育効果の高い10代の志願者から試験合格者を生徒として1934年（昭和9年）より所沢陸軍飛行学校に入校させ、現役下士官となるための教育を開始した。
1935年（昭和10年）に航空関係の技術および整備を専門とする陸軍航空技術学校が設立され、さらに1938年（昭和13年）に陸軍航空整備学校を所沢に新設し技術分科の少年下士官候補者教育を移管した。1940年（昭和15年）4月、上述の少年下士官候補者は少年飛行兵と命名された。その後、太平洋戦争の開戦により航空兵力の拡大が急務となった陸軍では少年飛行兵の採用数を増加させ、このため航空整備学校の増設が必要となった。

### 岐阜陸軍航空整備学校
1943年（昭和18年）4月、岐阜陸軍航空整備学校（勅令第224号）の施行により岐阜陸軍航空整備学校が設立された。学校令の第1条で岐阜陸軍航空整備学校は「航空兵器ノ整備ニ従事スル少年飛行兵及少年飛行兵ト為スベキ生徒ヲ教育スル所」と定められた。
学校の編制は陸軍航空総監に隷属する校長のもと、幹事、本部、教育隊である。教育隊は複数の中隊からなり、各中隊は複数の区隊にわけられた。生徒は教育隊に所属し、区隊を細分した内務班で起居する。岐阜陸軍航空整備学校は岐阜県稲葉郡鵜沼村（現在の各務原市東部）の岐阜陸軍飛行学校跡地に設置された。
岐阜陸軍航空整備学校令により、同校の被教育者は次のとおり定められた（1943年4月時点）。
- 生徒

航空兵器の整備に従事する少年飛行兵に必要な教育を受ける。
陸軍少年飛行兵学校の卒業者、および少年飛行兵となることを志願した召募試験の合格者。
修学期間は約1年。通常毎年2回入校。
- その他

臨時に将校以下を召集し、必要な教育を行うことも可（学校令第4条）。
生徒の条件のうち「少年飛行兵となることを志願した召募試験の合格者」とは、陸軍少年飛行兵学校における1年間の基本教育を経ずに直接専門教育の各学校へ入校する少年飛行兵乙種制度に採用された者を意味する。1943年4月、少年飛行兵第14期乙種の生徒502名が入校した。
1944年（昭和19年）4月、岐阜陸軍航空整備学校は生徒数の増加にともない奈良県奈良市高畑町の歩兵第153連隊兵営跡に奈良教育隊を設置し、同教育隊には少年飛行兵第16期乙種の生徒1024名が入校した。また同年より第1期の採用が始まった特別幹部候補生の教育も岐阜陸軍航空整備学校で行われるようになった。。

### 第4航空教育団へ改編
太平洋戦争は戦況が悪化し、日本本土が直接戦場となりつつあった。陸軍中央では陸軍航空関係の学校を戦力化することを検討し1944年（昭和19年）6月、まず各地の陸軍飛行学校5校と1分校をそれぞれ教導飛行師団に、立川陸軍航空整備学校を立川教導航空整備師団に改編した。
1945年（昭和20年）2月、軍令陸甲第27号により本土に置かれた航空関係の教育部隊が多数再編成された。これにともなって陸軍飛行学校2校と陸軍航空整備学校2校が閉鎖され、岐阜陸軍航空整備学校はその人員と器材等を基幹として第51航空師団隷下の第4航空教育団に改編された。第4航空教育団の編制は岐阜に置かれた団司令部と4個航空教育隊である。
岐阜陸軍航空整備学校の教育隊は岐阜第1航空教育隊および岐阜第2航空教育隊となった。編制表上の岐阜第1航空教育隊は10個中隊にわけられ少年飛行兵約1000名、少年飛行兵となる生徒約1000名、岐阜第2航空教育隊は12個中隊で少年飛行兵約1200名、少年飛行兵となる生徒約1200名を教育するよう定められた。また岐阜陸軍航空整備学校奈良教育隊は第4航空教育団の奈良航空教育隊となり、6個中隊で少年飛行兵約600名、少年飛行兵となる生徒約600名を教育することとなった。
同年8月、御前会議でポツダム宣言の受諾が最終決定され、8月15日正午より太平洋戦争の終戦に関する玉音放送が行われた。8月18日、全陸軍は与えられていた作戦任務を解かれ、各部隊は逐次復員を行った。岐阜陸軍航空整備学校の跡地はアメリカ軍に接収されたのち、1958年（昭和33年）に全面返還され航空自衛隊岐阜基地として使用されている。

## 年譜
- 1943年4月 - 岐阜県稲葉郡に岐阜陸軍航空整備学校を設置。
- 1944年4月 - 奈良県奈良市に岐阜陸軍航空整備学校奈良教育隊を設置。
- 1945年2月 - 岐阜陸軍航空整備学校を第4航空教育団に改編。
- 1945年8月 - 終戦、以後逐次復員。

## 歴代校長等

### 岐阜陸軍航空整備学校
- 田中誠三 少将：1943年8月2日 - 1944年8月1日[13]
- 谷内誠一 大佐：1944年8月1日[14] - 1945年2月20日[15]

### 第4航空教育団
岐阜陸軍航空整備学校は第4航空教育団に改編され、校長は航空教育団長となった。
- 谷内誠一 大佐：1945年2月20日[15] -

岐阜第1航空教育隊
- 加藤秀三 中佐：1945年2月20日 -

岐阜第2航空教育隊
- 児島義徳 中佐：1945年2月20日 -

奈良航空教育隊
- 島田仁市郎 中佐：1945年2月20日 -